# Walt Davis
Walter Francis "Buddy" Davis (5. ledna 1931, Beaumont, Texas - 17. listopadu 2020, Port Arthur, Texas) byl americký atlet a basketbalista, olympijský vítěz ve skoku do výšky.

## Sportovní kariéra
Jako dítě se devět let vyrovnával s dětskou obrnou, nakonec úspěšně. V 19 letech dosáhl druhého nejlepšího světového výkonu ve skoku do výšky 205 cm. O rok později, v roce 1952, se stal mistrem USA výkonem 209 cm a na olympiádě v Helsinkách zvítězil v novém olympijském rekordu 204 cm. V následující sezóně vylepšil světový rekord ve skoku do výšky na 213 cm. Krátce poté ukončil atletickou kariéru a věnoval se basketbalu. Hrál nejdříve za tým Philadelphia Warriors, později přestoupil do St. Louis Hawks a stímto týmem se stal vítězem NBA v roce 1958.